# Jamova cesta, Ljubljana
Jamova cesta je 1,8 kilometra dolga cesta na Viču v Ljubljani. Ime je dobila po slovenskem slikarju Matiji Jami.

## Urbanizem
Začetek Jamove ceste je v križišču z Groharjevo cesto in ulico Mirje, konča pa se v križišču s Tbilisijsko ulico.
Prečijo jo Lepi pot, Langusova, Hajdrihova, Jadranska in Vrhovnikova ulica.
Cesta poteka vzporedno s Tržaško cesto.
Ob cesti se nahajajo:
- Park Arturo Toscanini,
- Fakulteta za elektrotehniko v Ljubljani,
- Fakulteta za gradbeništvo in geodezijo v Ljubljani,
- Institut Jožef Stefan